# Fieldrunners 2
Fieldrunners 2 est un jeu vidéo de type tower defense développé et édité par Subatomic Studios, sorti en 2012 sur Windows, PlayStation Vita, iOS, Android et BlackBerry OS.
Il fait suite à Fieldrunners.

## Accueil
- Gamezebo : 5/5[1]
- IGN : 8,1/10 (PC)[2]
- Jeuxvideo.com : 16/20 (PC)[3]
- Pocket Gamer : 8/10 (iOS)[4]
- TouchArcade : 5/5 (iOS)[5]